# Electricidad en Japón

## Introducción
La electricidad japonesa fue un monopolio de las empresas, siendo estas las que se repartían el territorio del país sin que los usuarios pudiesen hacer algún tipo de cambio, por lo que más adelante y con el paso de las décadas se ha ido cambiando esta tendencia para ir a un sector más liberal y competitivo de las compañías eléctricas, dando así ventaja tanto a grandes empresas como a los domicilios de los ciudadanos. Por ello y con la llegada del primer ministro Shinzo Abe y la suma de los Juegos Olímpicos en 2020, propiciaron que se produjera de forma definitiva la liberalización eléctrica.

## Evolución
La historia del mercado eléctrico japonés abarca tres grandes etapas:

### 2000
Comienza la liberalización del mercado de la electricidad: Como primer paso, las fábricas de gran escala, los grandes almacenes y los edificios de oficinas en categoría de "alto voltaje" pudieron elegir su compañía eléctrica sin restricciones y también se hizo posible la compra de electricidad a las nuevas empresas productoras y proveedoras de energía que entraron en el mercado. 

### Abril de 2004 - abril de 2005
Ampliación del rango de liberalización: el sistema de liberalización del mercado se amplió gradualmente a pequeñas y medianas fábricas y edificios en la categoría de "alta tensión".

### Abril 2016
Liberalización total: Finalmente, el 1 de abril de 2016, los hogares y tiendas de la categoría de "baja tensión" también podían elegir su compañía eléctrica.

## Consecuencias
La liberalización total del mercado de la electricidad introducirá una variedad de nuevas empresas en el mercado minorista, lo que permitirá a los consumidores elegir entre varias compañías eléctricas, incluidas las nuevas que vayan surgiendo. El crecimiento de las empresas que entran en el mercado minorista de electricidad estimulará la competencia y dará lugar a la aparición de una amplia gama de menús de precios y servicios. Se espera que incluyan planes de descuento que agrupan electricidad con otros servicios como gas y teléfonos móviles, así como servicios de puntos de recompensa y servicios para el diagnóstico de la conservación de energía de los hogares.
También será posible comprar electricidad a empresas que suministran electricidad, principalmente a partir de fuentes de energía renovables como energía solar, eólica, hidroeléctrica y geotérmica. También será posible comprar electricidad que se genere en un área distinta a donde se viva. Por ejemplo, si una persona vive en una ciudad, puede optar por comprar la electricidad que se generó en su ciudad natal. También será posible consumir energía que se genere localmente, como la compra de electricidad de un negocio que es administrado por un gobierno local cercano.